# Spirostrophus rubripes
Spirostrophus rubripes är en mångfotingart. Spirostrophus rubripes ingår i släktet Spirostrophus och familjen Trigoniulidae. Inga underarter finns listade i Catalogue of Life.